# César Vichard de Saint-Réal
 (octobre 2016).
Si vous disposez d'ouvrages ou d'articles de référence ou si vous connaissez des sites web de qualité traitant du thème abordé ici, merci de compléter l'article en donnant les références utiles à sa vérifiabilité et en les liant à la section « Notes et références ».
César Vichard de Saint-Réal, né le 9 avril 1643 et mort à Chambéry le 13 septembre 1692, est un homme de lettres savoyard qui s'intéressa à toutes les formes d'écriture historique de son époque. Il fut l'un des historiographes de la Savoie.

## Biographie
César Vichard de Saint-Réal est le fils d'un haut magistrat de Savoie, qui avait acheté le château de Saint-Réal, à Saint-Jean-de-la-Porte. Son grand-père, Claude-François Vichard, de Moûtiers, était sénateur. Il passe son enfance à Chambéry et étudie au collège des Jésuites, à Lyon. Il y est formé par le père Ménestrier, grand érudit, passionné de théâtre, de musique et de danse. En 1659, le jeune homme va poursuivre ses études à Paris, toujours chez les jésuites.
Bien qu'ayant pris l’habit ecclésiastique, il reste simple clerc. Il travaille plusieurs années à la bibliothèque royale, au côté de l'historiographe Antoine Varillas, connu pour appliquer à l’histoire le doute philosophique. Varillas apprend à son disciple que l’on peut se passer d’être exact, pour peu que l’on sache éveiller l'intérêt du lecteur.
Brillant esprit, Saint-Réal connaît des succès mondains, et brigue une place de précepteur à la cour.
N’ayant pu l’obtenir, il rentre à Chambéry. Il y est le lecteur et l'ami d'Hortense Mancini, duchesse de Mazarin. En 1676, il la suit dans son exil à Londres, où il côtoie Saint-Évremond.
Il revient en Savoie trois ans plus tard. Le 18 mai 1680, il est nommé historiographe de la cour, et accomplit diverses missions à Versailles pour le duc Victor-Amédée.
Après un dernier séjour à Paris, Saint-Réal termine sa vie au service de Madame Royale, régente de Savoie. Il meurt le 13 septembre 1692.

## Œuvres
Saint-Réal est un polygraphe. Il écrit dans de très nombreux genres, même si toutes ses œuvres révèlent un intérêt pour l'écriture de l'histoire.

### Célébration
Peu fortuné, il essaye toute sa vie d'obtenir la protection de grands personnages, en particulier Louis XIV dont il fait l'éloge dans Réconciliation du mérite et de la fortune, publié en 1665, et la régente de Savoie à qui il consacre en 1680 le Panégyrique de la Régence de Madame Royale.

### Histoire
Mais son grand sujet est l'histoire. Ce n’est pas tant l’histoire des faits qu’on doit chercher, dit-il, que l’histoire des hommes. En 1671, il publie De l'usage de l'histoire, où il plaide pour une connaissance des passions et des contradictions humaines plus que pour une mémorisation des faits et des dates. Certains des propos qu'il y tient sur la monarchie française peuvent paraître étonnants pour un homme qui a essayé d'obtenir des protections royales.
En 1672, il publie Dom Carlos, sous-titré « nouvelle historique ». Il connaît grâce à ce texte un assez grand succès mondain. René Godenne, dans Histoire de la nouvelle au XVIIe et au XVIIIe siècle, et Frédéric Deloffre, dans La Nouvelle à l'âge classique, considèrent cette nouvelle comme une œuvre charnière, première représentante d'un genre qui sera brillamment illustré par Madame de La Fayette. Il s'agit d'une œuvre de fiction, quoique inspirée de faits historiques, à tonalité galante. L'amour y occupe plus de place que la politique.
Saint-Réal revient à un genre plus sérieux avec la Conjuration des Espagnols contre la république de Venise en l'année M. DC. XVIII, publiée en 1674. Quoique fort discutable en ce qui concerne ses sources et critique envers les Espagnols, cet ouvrage se veut purement historique. Il sera d'ailleurs considéré comme une œuvre majeure de l'écriture historique classique par certains de ses contemporains et par les défenseurs du classicisme aux XVIIIe et XIXe siècles, durant lesquels il connaîtra d'innombrables rééditions. Voltaire la cite dans le Siècle de Louis XIV et qualifie son auteur de « Salluste français ». Par ailleurs, il inspirera en 1682 la pièce de théâtre Venise sauvée de Thomas Otway.
On attribue à Saint-Réal en 1675 les Mémoires de la duchesse de Mazarin, dont il était l'ami. Mais on ne sait pas quelle est réellement l'importance de sa contribution.

### Religion
Il écrit également quelques ouvrages religieux à vocation essentiellement mondaine. Sa Vie de Jésus Christ, publiée en 1678, propose ainsi une version condensée des quatre évangiles aux lecteurs et lectrices qui n'auraient pas le courage de lire quatre fois la même histoire.

### Lettres
N'ayant pas obtenu de reconnaissance savante de son vivant, il publie en 1684 Césarion ou entretiens divers où il présente la figure assez nettement autobiographique d'un vieux lettré, traducteur d'œuvres historiques latines, proposant sa connaissance de la vie et des livres à un jeune homme qui fait ses premiers pas dans le monde. Il se pose ainsi en homme de lettres, latiniste traduisant des Lettres de Cicéron à Atticus, en 1691, et acteur des querelles littéraires de l'époque avec De la critique, visant Andry de Boisregard, en 1691.

## Héritage
Dissecteur des rapports entre les mouvements de l'histoire et le jeu complexe des passions humaines, il aurait, selon son contemporain Gabriel Guéret, influencé Racine. On songe aussi à Madame de La Fayette qui commence à écrire La Princesse de Clèves l’année de la parution de Dom Carlos. Outre Bayle et Voltaire, Saint-Réal compte parmi ses plus fervents admirateurs Stendhal. C'est à Saint-Réal que Stendhal attribue la célèbre formule « Un roman : c’est un miroir qu’on promène le long d’un chemin », en tête du chapitre XIII (livre premier) du Rouge et le Noir.

## Œuvres
- Dom Carlos, nouvelle historique, Amsterdam, 1672, in-12.
- Conjuration des Espagnols contre la république de Venise en l'Année M. DC. XVIII, 176 p., Paris, Claude Barbin, 1674 (réédition, 1683).
- Conjuration des Gracques
- Sept discours sur l'usage de l'Histoire
- Œuvres posthumes de M D S R attribué à Joseph Barral, marquis de la Bastie, publiées sans nom d'auteur chez Claude Barbin, 1693, 285 p.
- Dom Carlos et La Conjuration des Espagnols contre la république de Venise, fac-similé des éditions originales, Genève, Droz, 1977, 675 p., 18 cm.
- Œuvres, Paris, 1722, 5 volumes in-12 illustrés de 8 pl. HT